# Róbert Berény
Róbert Berény (Budapest, 18 marzo 1887 – Budapest, 10 settembre 1953) è stato un pittore ungherese.
Faceva parte del gruppo d'avanguardia noto come Gli Otto, che introdusse il cubismo e l'espressionismo nell'arte ungherese all'inizio del XX secolo, prima della prima guerra mondiale.

## Biografia

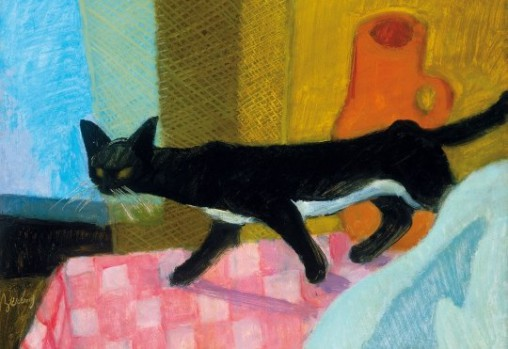
Natura morta con gatto, 1929.

Berény nacque a Budapest nel 1887. A 17 anni, nel 1904, studiò con l'artista Tivadar Zemplényi per diversi mesi prima di trasferirsi all'Académie Julian a Parigi.
Mentre era a Parigi, Berény fu particolarmente influenzato dall'arte di Paul Cézanne. Adottò anche alcune delle tecniche di colordel fauvismo ed espose alcune opere al Salon d'Automne con artisti francesi dei Fauves.
Durante l'ultimo anno della seconda guerra mondiale, l'atelier di Berény fu distrutto, insieme a molte delle sue opere. Dopo la guerra, sotto il governo comunista, divenne insegnante nell'attuale Università di belle arti di Budapest. Morì nel 1953.

## Carriera artistica

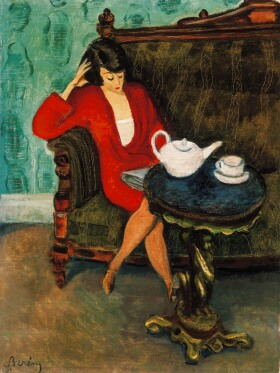
Lady wearing a Red Dress in a Green Room (Signora dalla veste rossa in una stanza verde), 1929.

Berény è conosciuto soprattutto per la sua forma di espressionismo e cubismo, che sviluppò in associazione con il gruppo d'avanguardia noto come Gli Otto, che tenne la sua prima mostra collettiva a Budapest nel 1909. Insieme a lui c'erano il leader Károly Kernstok, Lajos Tihanyi, Béla Czóbel, Dezső Czigány, Ödön Márffy, Dezső Orbán e Bertalan Pór. Portò loro influenze francesi dal tempo trascorso a Parigi.
Alla loro successiva mostra, nel 1911, il gruppo si identificò come A Nyolcak (Gli Otto). Formarono essenzialmente il nucleo della sperimentazione modernista e fecero parte delle correnti intellettuali radicali anche in musica e letteratura. Il lavoro più importante di Berény di questo primo periodo è il suo ritratto del compositore Béla Bartók, del 1913.
Nel 1919, Berény partecipò alla vita artistica della breve Prima Repubblica d'Ungheria e fu il capo del dipartimento di pittura nel direttorato artistico del governo. Dopo la caduta della repubblica quello stesso anno, Berény emigrò a Berlino, insieme a numerosi altri artisti e scrittori ungheresi. Visse e lavorò lì per diversi anni, continuando a concentrarsi su cubismo ed espressionismo. Ritornò in Ungheria solo nel 1926.

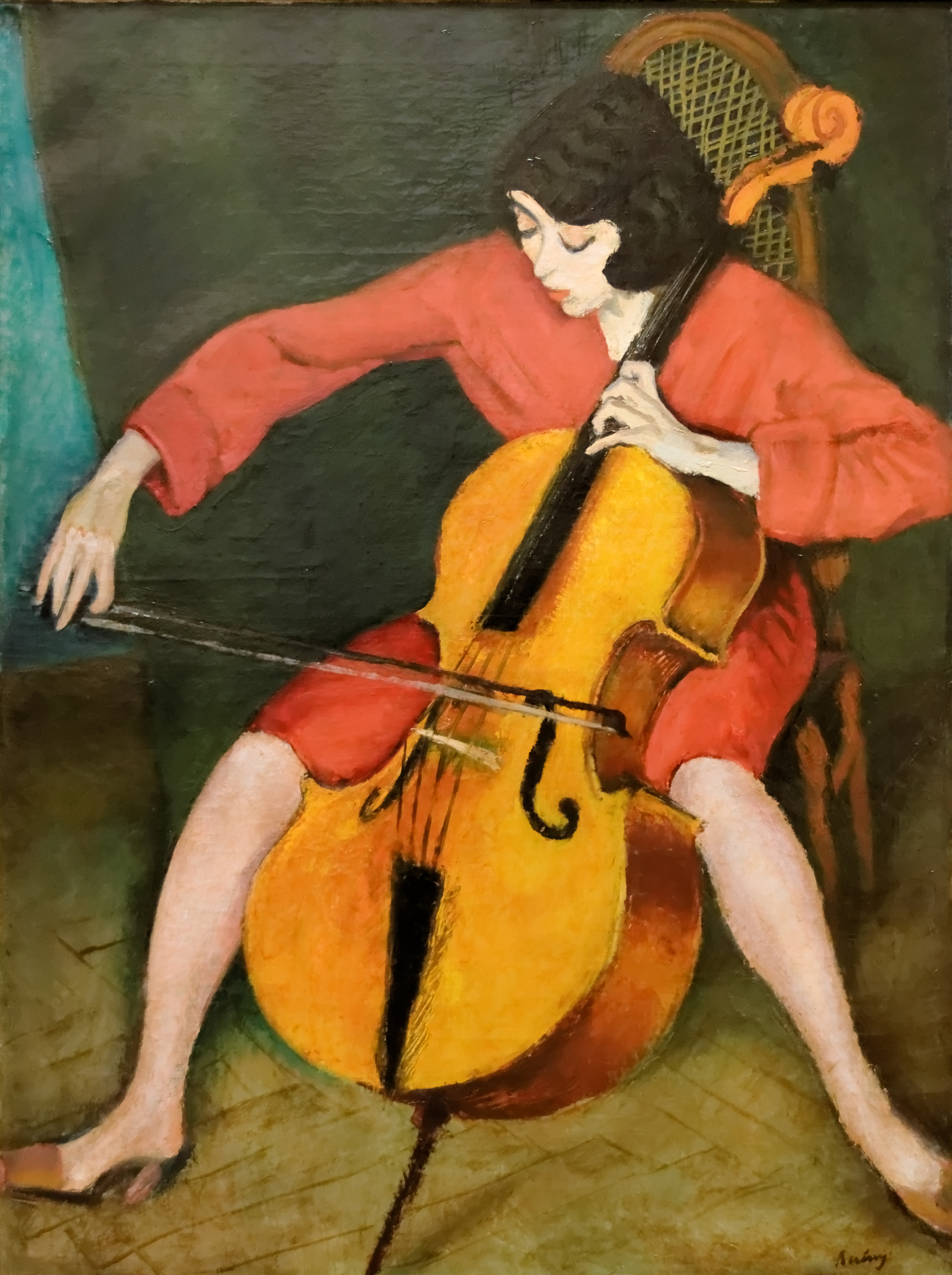
La violoncellista, 1928.

Dopo il 1934, lavorò a Zebegény, vicino all'ansa del Danubio, nell'Ungheria Settentrionale. Ricevette il Premio Szinnyei nel 1936.
Dalla fine del ventesimo secolo, in seguito ai cambiamenti politici nell'Europa orientale, c'è stato un rinnovato interesse per gli artisti modernisti ungheresi dei primi del Novecento. Varie mostre hanno onorato Berény e altri degli Otto, delle quali due sono state inaugurate nell'anniversario della prima mostra degli Otto.

## Riscoperta
Un dipinto di Berény intitolato Donna addormentata con vaso nero, di cui non si conosceva la posizione dal 1928, è stato riscoperto per caso nel 2009 dallo storico dell'arte Gergely Barki mentre guardava il film statunitense del 1999 Stuart Little con sua figlia, dove l'opera era usata come allestimento per lo sfondo di una scena. Un assistente scenografo aveva comprato il dipinto a buon mercato in un negozio di antiquariato della California per usarlo nel film e lo aveva tenuto a casa sua dopo la fine della produzione. Il dipinto è stato venduto all'asta a Budapest il 13 dicembre 2014 per 229.500 €.